# 赵双午
赵双午（1975年12月—），女，汉族，湖南韶山人，中国杂技表演艺术家，一级演员，现任中国杂技家协会副主席，湖南省文学艺术界联合会副主席。